# Gajdos József
Gajdos József (Tata, 1962. március 27. – 2025. május 4. vagy előtte) színész, rendező, táncos, koreográfus, producer.

## Életpályája
1968–1976 között Békéscsabán végezte el az általános iskolát. 1969–1977 között amatőr, majd hivatásos néptáncos volt. 1978–1980 között dzsesszbalett-táncos. 1980–1986 között a Rock Színház alapító tagja. 
1983–1986 között a Színház- és Filmművészeti Főiskola operett, musical színész szakán tanult Kazán István osztályában. 
1983–2004 között musical-színész volt a Rock Színházban, a Madách Színházban (1990, 1993), a Budapesti Operettszínházban (1989, 1991–1992) és a Thália Színházban. 1990–1996 között önálló producer, rendező, koreográfus. 1991–1993 között a Madách Színház balettkarának egyik alapító vezetője volt. 1995–1998 között a bécsi konzervatórium vendégtanára.
1999-től szabadúszó színész. 2013 óta a Magyar Film és Média Intézet színészmesterség tanára.

## Színházi munkái
A Színházi Adattárban regisztrált bemutatóinak száma: színészként: 18; rendezőként: 2; koreográfusként: 44.
| - Bernstein: West Side Story....Bernardo - Várkonyi Mátyás: Üvöltés....Fiú - Várkonyi Mátyás: Farkasok.... - Kemény-Kocsák: A krónikás....Első énekmondó; Első strici - Lloyd Webber: Evita.... - Várkonyi Mátyás: A bábjátékos....Nocchio - MacDermot: Hair....Woof - Ábrahám Pál: Hawaii rózsája....Sony - Braun: Ének az esőben....Cosmo Brown - Lloyd Webber: Jézus Krisztus Szupersztár....Apostol; Júdás fekete szelleme - Lloyd Webber: Macskák....Mefisztulész II.; Sam Mitsegél - Herman: Őrült nők ketrece....Hanna - Gallai Péter: Kolumbusz, az őrült spanyol hányattatásai szárazon és vízen, avagy egy vállalkozó odisszeiája....Luis - McCoy: A lovakat lelövik, ugye?....Pedro - Coleman: Sweet Charity....M.C. - Lloyd Webber: Evita (1998, 1999,2012) - Kander-Ebb: Cabaret (2008) - Walt Disney órás show európai promóciós turné (1987) - Molnár Ferenc-Kocsák Miklós-Miklós Tibor: A vörös malom | - Coleman: Sweet Charity (1986, 1999) - Monnot: Irma, te édes (1987) - Miklós Tibor: Csillag Nápoly egén (1987) - Madarász Viktor: Robin Hood (1987) - Thomas: Charley nénje (1988) - Tolcsvay László: Doctor Herz (1988) - Lehár Ferenc: Cigányszerelem (1990, 1992-1993) - Keller Zsuzsa: Álompalinta (1991) - Tánc és szerelem, Vágyak bolondulásig, Bolero, Elvis Presley, önálló balett előadások - Szirmai Albert: Mágnás Miska (1992) - Gallai Péter: Kolumbusz, az őrült spanyol hányattatásai szárazon és vízen, avagy egy vállalkozó odisszeiája (1992) - Nagy Tibor: A kölyök (1992) - Kálmán Imre: Csárdáskirálynő (1993-1994) - Loewe: My fair lady (1993) - Schwartz: Pippin (1993) - Levay: Elisabeth (1996, 2000, 2002, 2009) - Király Péter: A só (1997) - Kocsák Tibor: A vörös malom (1997) - Papp Gyula: Ármány és szerelem (1998) - Lloyd Webber: Evita (1998-1999, 2002) - McCoy: A lovakat lelövik, ugye? (1998) - Szikora-Szomor-Vinnay: Katonadolog (1999) - Bernstein: West Side Story (2000) - Bognár Zsolt: Jean d'Arc (2000) - Kálmán Imre: A cigányprímás (2002) - Fenyő Miklós: Made in Hungária (2002) - Schittenhelm: Da Vinci (2003) - Verebes István: Remix, avagy három a nagylány (2003) - Herman: Őrült nők ketrece (2003) - Herman: Hello, Dolly! (2004) - Zerkovitz Béla: Csókos asszony (2004) - Kálmán Imre: A cirkuszhercegnő (2004) - Beaumarchais: Figaro házassága, avagy egy őrült nap (2005) - Tersánszky Józsi Jenő: Kakuk Marci (2005) - Kander-Ebb: Cabaret (2008) |

## Filmjei
- A zsarnok szíve   (1981)
- Zuhanás közben (1987)
- Álomasszony (1993)
- Az öt zsaru (1998)